# Kinu (1922)
El Kinu (鬼怒) fue un crucero ligero de la clase Nagara perteneciente a la Armada Imperial Japonesa, fue el penúltimo en ser botado de una serie de 6 unidades de la clase.  Su nombre fue en remembranza del rio Kinu  en la Prefectura de Tochigi.

## Diseño
El Kinu pertenecía a la clase Nagara, una derivación mejorada de los cruceros clase Kuma, de hecho, inicialmente se les reconoció como clase Kuma II antes de adoptarse como clase Nagara, pero mejor dispuestos, muy veloces, un puente más masivo y rectangular, un hangar para hidroavión y con disposición para portar lanzadores del torpedos tipo 93, más adelante fue reforzado para la lucha antisubmarina entre otras modificaciones y actualizaciones.

## Historial operativo
Asignado en 1922 en Kobe, su primer comandante fue el capitán Umakichi Yano. A un mes de ser botado tuvo que regresar al astillero para desmontaje de sus turbinas engranadas por fallo grave lo que motivó su total reemplazo y un atraso de 5 meses antes de quedar finalmente operativo.
El Kinu fue usado como buque-escuela brevemente antes de participar en operaciones de apoyo en la segunda guerra sino-japonesa entre 1937 y 1938.
En la apertura del Frente del Pacifico, a partir del 8 de diciembre de 1941,  el Kinu con base en Cam Ranh Bay fue asignado a operaciones en Malaya participando en desembarcos en la península de Malasia. El 9 de diciembre, el radioperador del Kinu captó en código un mensaje del submarino I-65 que señalaba la presencia de una importante fuerza naval británica (Fuerza Z), debido a la mala recepción, la retransmisión y decodificación supuso un retraso en las comunicaciones. El comandante del crucero, Setsuzo Yoshitomi ordenó la salida del hidroavión de reconocimiento, un Kawanishi E7K el cual señaló y confundió al I-65 en superficie con un submarino enemigo y lo atacó con bombas, el I-65 logró evadirse y escapar del fuego amigo. Para cuando los mensajes ya estuvieron decodificados, la Fuerza Z ya había sido hundida por ataque aéreo.
Posteriormente, junto a los cruceros pesados  Chōkai, Mogami y Mikuma,  participó en los desembarcos en Kuantan, Brunéi, Lutong y Seria en el golfo malayo.
Durante todo 1942, el Kinu junto al Kitakami y el  Ōi realizaron operaciones entre Kure y la Micronesia, cubriendo desembarcos, traslados de tropa y reabastecimiento en Java, Makassar y en el área de Borneo principalmente, siendo este sector un área recurrente de sus operaciones.
En junio de 1943, estando anclado en Makassar junto a los cruceros Oi y el Kitakami estos fueron atacados por 17 bombarderos B-24, sufriendo daños medianos que lo obligaron a reparaciones en Surabaya. 
En agosto de 1943, llegó a Kure y se le reforzó su defensa antiaérea, se le agregó un radar Tipo 21, racks y rieles de cargas de profundidad y se le dotó de capacidad de detección antisubmarina.
El resto de ese año realizó operaciones similares de logística, transporte de tropa y reabastecimiento en el área de Borneo.
En enero de 1944 asumió el mando el capitán Harumi Kawasaki, el Kinu realizó ejercicios de batalla y posteriormente se le redestinó a su rol de transporte de tropas y abastecedor entre las diferentes posesiones que fortalecían la red de suministro de petróleo desde Isla Tarakan hacía Makkasar, Manila y Singapur.  Entre el 27 y 31 de enero, el Kinu colaboró con el remolque del crucero ligero Kitakami, torpedeado este último por el submarino inglés HMS Templar.
El Kinu prosiguió realizando labores de abastecimiento y transporte de tropas en el área de Tarakan y apoyó con refuerzos a la isla de Biak hasta que en mayo de 1944 este punto insular fue recuperado por los Estados Unidos.
El 11 de octubre, el crucero pesado Aoba embistió accidentalmente al Kinu mientras realizaban ejercicios conjuntos de entrenamiento en Lingga, los daños fueron menores.

### Hundimiento

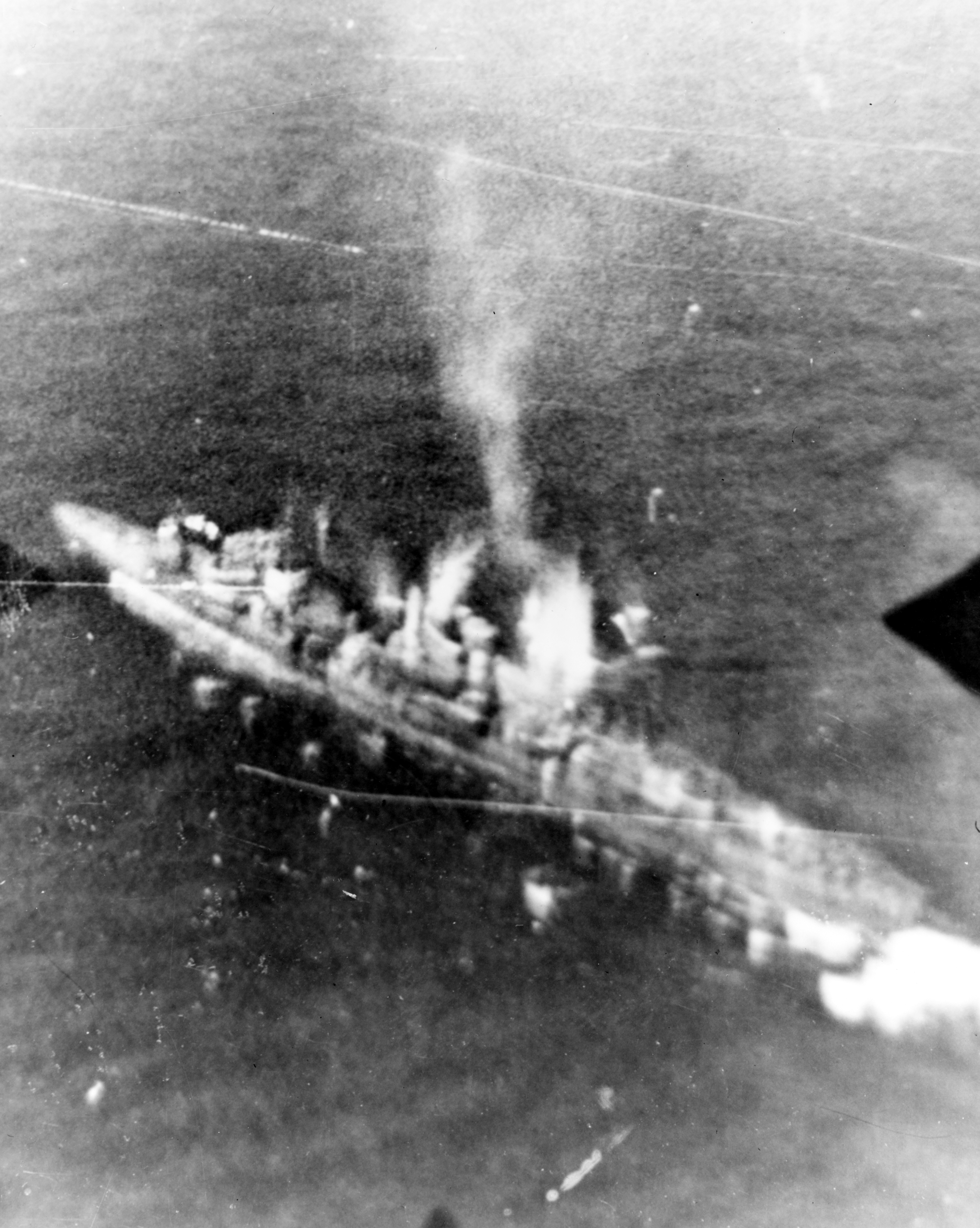
El Kinu bajo ataque aéreo, el 26 de octubre de 1944.

El 23 de octubre de 1944 en los preámbulos de la Batalla del Golfo de Leyte, el Kinu formó parte de la fuerza principal del almirante Takeo Kurita, sin embargo el Kinu fue destacado para tomar a remolque al crucero pesado Aoba torpedeado por el submarino USS Bream trasladándolo a Cavite para reparaciones de emergencia. 
Al día siguiente, el 24 de octubre,  el Kinu junto al destructor Uranami al salir de Cavite rumbo a Cagayán,  sufrió un ataque aéreo que mató a 47 tripulantes del crucero y a 25 marinos del destructor de escolta. Ambas unidades resultaron medianamente dañadas, pero aún en condiciones operativas y prosiguieron gracias a los esfuerzos del control de daños. 
El 25, ambas unidades llegaron a Cagayán y embarcaron tropas junto a otros transportes menores, terminada la operación los transportes primero y los buques de guerra más tarde zarparon rumbo a Manila.
El 26 de octubre de 1944, a las 11:00, ambas unidades fueron sorprendidas a la altura de Masbate y atacadas por ataques aéreos del grupo Task Force 77,4 con bombas, cohetes y torpedos, la defensa aérea logró bajar a dos atacantes, sin embargo el Uranami no resistió el intenso ataque y se hundió al mediodía;  el Kinu fue bombardeado y fue rematado con una bomba en la sala de máquinas, se incendió para luego inundarse, los ataques provocaron la pérdida de 83 hombres,  se hundió de popa en aguas poco profundas a 22 km de Masbate, la mayoría de la tripulación sobreviviente fue rescatada junto al capitán Kawasaki.